# Carry Out
Carry Out è un brano musicale di Timbaland, cantato con la collaborazione di Justin Timberlake. È il terzo singolo internazionale estratto dall'album Shock Value II dopo Morning After Dark e If We Ever Meet Again ed il terzo singolo per il mercato statunitense dopo Morning After Dark e Say Something. Timbaland ha detto che questo è il suo brano preferito dell'album.

## Video musicale
Un video era stato girato nel dicembre 2009, composto per lo più da spezzoni in cui Timbaland e Timberlake eseguivano la canzone durante un concerto, ma è stato accantonato nel mese di gennaio 2010. Alla fine di gennaio 2010 è stato annunciato che un nuovo video stava per essere girato con il regista Bryan Barber. Il video definitivo è stato trasmesso in anteprima il 18 febbraio. È ambientato in un casinò di Las Vegas dove alcune ragazze cercano di sedurre Timbaland e Timberlake.

## Tracce
Main
1. "Carry Out" (Main) – 3:53
2. "Carry Out" (Acapella) – 3:50
3. "Carry Out" (Instrumental) – 3:55

Remix
1. "Carry Out" (Black Dada Remix) - 3:56
2. "Carry Out" (Twista Remix) - 3:46
3. "Carry Out" (Full Tilt Remix) - 4:41
4. "Carry Out" (Vindata Electro Remix) - 5:38

## Classifiche
| Classifica (2009-2010)           | Posizione raggiunta |
| -------------------------------- | ------------------- |
| Billboard Canadian Hot 100       | 7                   |
| Danish Dance Chart               | 42                  |
| Eurochart Hot 100 Singles        | 22                  |
| Irish Singles Chart              | 3                   |
| New Zealand Singles Chart        | 22                  |
| Official Singles Chart           | 6                   |
| UK R&B Chart                     | 4                   |
| US Billboard Hot 100             | 11                  |
| US Mainstream Top 40 (Pop Songs) | 8                   |
| US Billboard Radio Songs         | 13                  |
| US Billboard Hot Digital Songs   | 7                   |